# فيبيكي فالك
فيبيكي فالك (بالنرويجية البوكمول: Vibeke Falk)‏ هي ممثلة نرويجية، ولدت في 27 سبتمبر 1918 ببرغن في النرويج، وتوفيت في 9 أكتوبر 2011.

## وصلات خارجية
- فيبيكي فالك على موقع IMDb (الإنجليزية)
- فيبيكي فالك على موقع قاعدة بيانات الأفلام السويدية (السويدية)
- فيبيكي فالك على موقع قاعدة بيانات الفيلم (الإنجليزية)